# Igranka
Igranka este o piesă interpretată de formația Who See în colaborare cu Nina Žižić, care a reprezentat Muntenegru la Concursul Muzical Eurovision 2013.